# South Petherton
South Petherton è un paese di 3 200 abitanti del Somerset, in Inghilterra. 
Ha una chiesa a pianta ottagonale, che si ritiene essere la più grande in Inghilterra.